# 长叶异痣蟌
长叶异痣蟌（学名：Ischnura elegans）是豆娘的一种。該昆蟲以雌性成蟲有多種顏色而著稱；包含粉紅色、紫色及淡綠色等等，不過尾部成蟲均會有部份淡藍色。

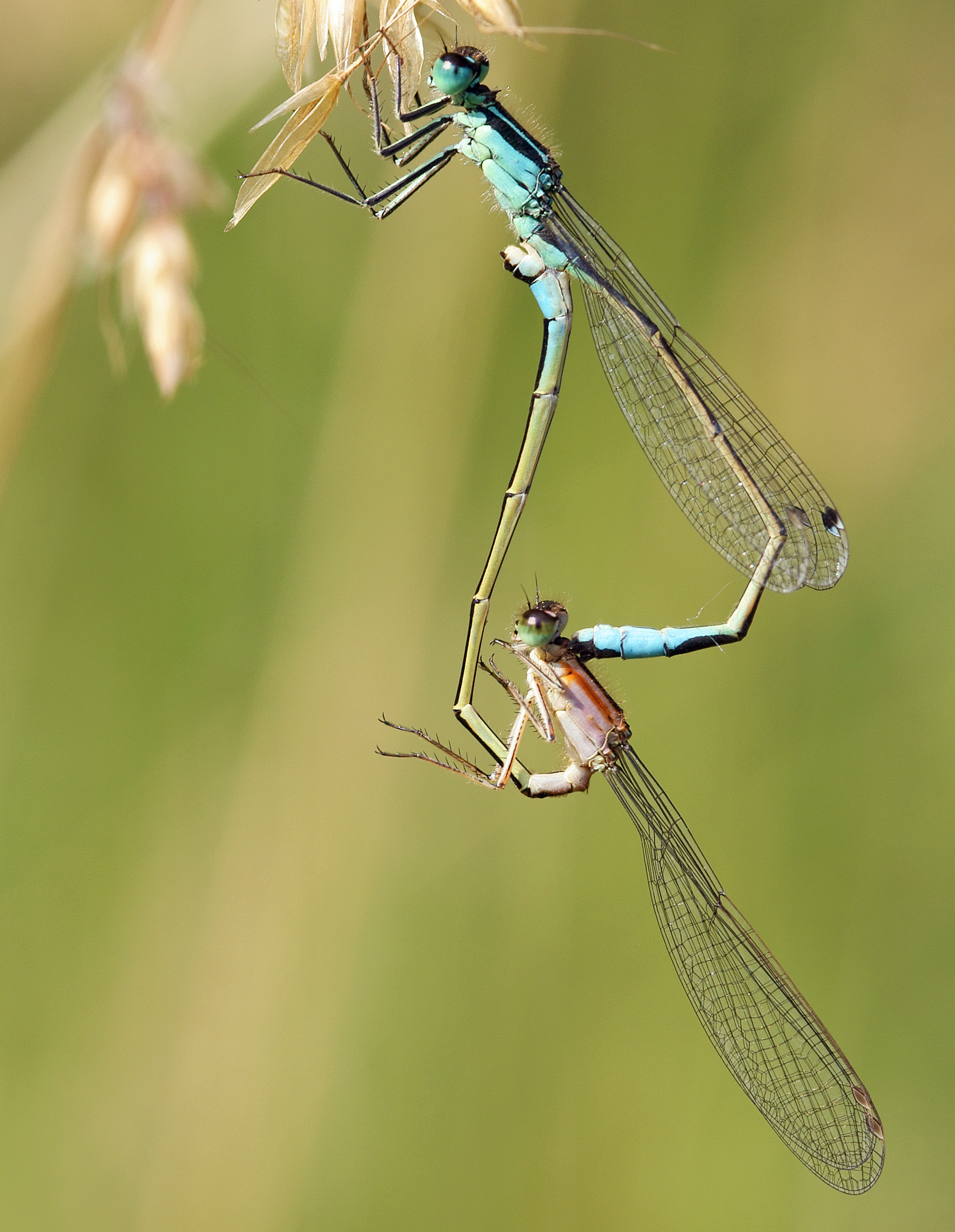
正在交配的长叶异痣蟌，上为雄性

豆娘與普通蜻蜓之間外觀的最大區別在於蜻蜓粗壯有力，藍尾豆娘則較嬌小纖細。另外在細微動作上，普通蜻蜓停息於植物上，會將翅膀平伸，而藍尾豆娘則會把翅膀豎放於背上。在交配季節，藍尾豆娘雄蟲為了贏得交尾機會，常會強行抓住正在飛行的豆娘雌蟲。有時為了交配，雄蟲甚至攻擊雌蟲，並啃咬其翅膀根部。